# Vitex millsii
Vitex millsii là một loài thực vật có hoa trong họ Hoa môi. Loài này được M.R.Hend. miêu tả khoa học đầu tiên năm 1927.